# Ricardo Infante
Ricardo Roberto Infante (21 de junho de 1924 - 14 de dezembro de 2008) foi um futebolista argentino que competiu na Copa do Mundo FIFA de 1958.
Infante ocupa actualmente o 6º lugar da lista dos melhores marcadores de sempre da Primera División Argentina, com 217 golos em 439 jogos.

## Carreira
Infante fez sua estréia profissional em 1942 no Estudiantes, ele marcou seu primeiro gol pelo clube em 1 de agosto de 1943 em um empate por 2-2 com o Chacarita Juniors. Infante chegou a marcar 180 gols pelo clube em 328 jogos.
Um dos melhores momentos do Infante aconteceu em 19 de setembro de 1948, em um jogo contra o Rosario Central, com o Estudiantes já vencendo por 2-0. Infante marcou um gol de letra com o pé direito a 35 metros de distância.
Infante deixou o clube em 1953, após o rebaixamento do clube para a Segunda Divisão, ele se transferiu para o Huracán, onde jogou até 1956. Ele então retornou ao Estudiantes para um segundo período com o clube.
Em 1960, o Estudiantes se recusou a renovar seu contrato depois que ele sofreu uma lesão no joelho, o que o levou a se transferir pro Gimnasia de La Plata. Ele se aposentou mais tarde naquele ano e passou a trabalhar como treinador de jovens em La Plata.

## Títulos
- Copa Escobar: 1944

- Copa de la República: 1945